# Синьківська сільська рада (Благовіщенський район)
| Синьківська сільська рада — орган місцевого самоврядування у Благовіщенському районі Кіровоградської області з адміністративним центром у с. Синьки. Сільській раді підпорядковані населені пункти: - с. Синьки |

## Склад ради
Рада складається з 16 депутатів та голови.

### Керівний склад ради
| ПІБ                      | Основні відомості                                                               | Дата обрання | Дата звільнення |
| ------------------------ | ------------------------------------------------------------------------------- | ------------ | --------------- |
| Нижник Віктор Іванович   | Сільський голова, 1952 року народження, освіта, безпартійний                    | 26.03.2006   | 31.10.2010      |
| Литвинюк Юрій Михайлович | Сільський голова, 1965 року народження, освіта середня спеціальна, безпартійний | 31.10.2010   |                 |

Примітка: таблиця складена за даними джерела

## Населення
Згідно з переписом УРСР 1989 року чисельність наявного населення сільської ради становила 1552 особи, з яких 647 чоловіків та 905 жінок.
За переписом населення України 2001 року в сільській раді мешкали 1292 особи.

### Мова
Розподіл населення за рідною мовою за даними перепису 2001 року:
| Мова       | Відсоток |
| ---------- | -------- |
| українська | 96,98 %  |
| російська  | 2,01 %   |
| вірменська | 0,46 %   |
| болгарська | 0,08 %   |
| молдовська | 0,08 %   |
| інші       | 0,39 %   |